# Göteborgs-Posten
Dit overzicht is mogelijk incompleet; u kunt helpen door het uit te breiden.

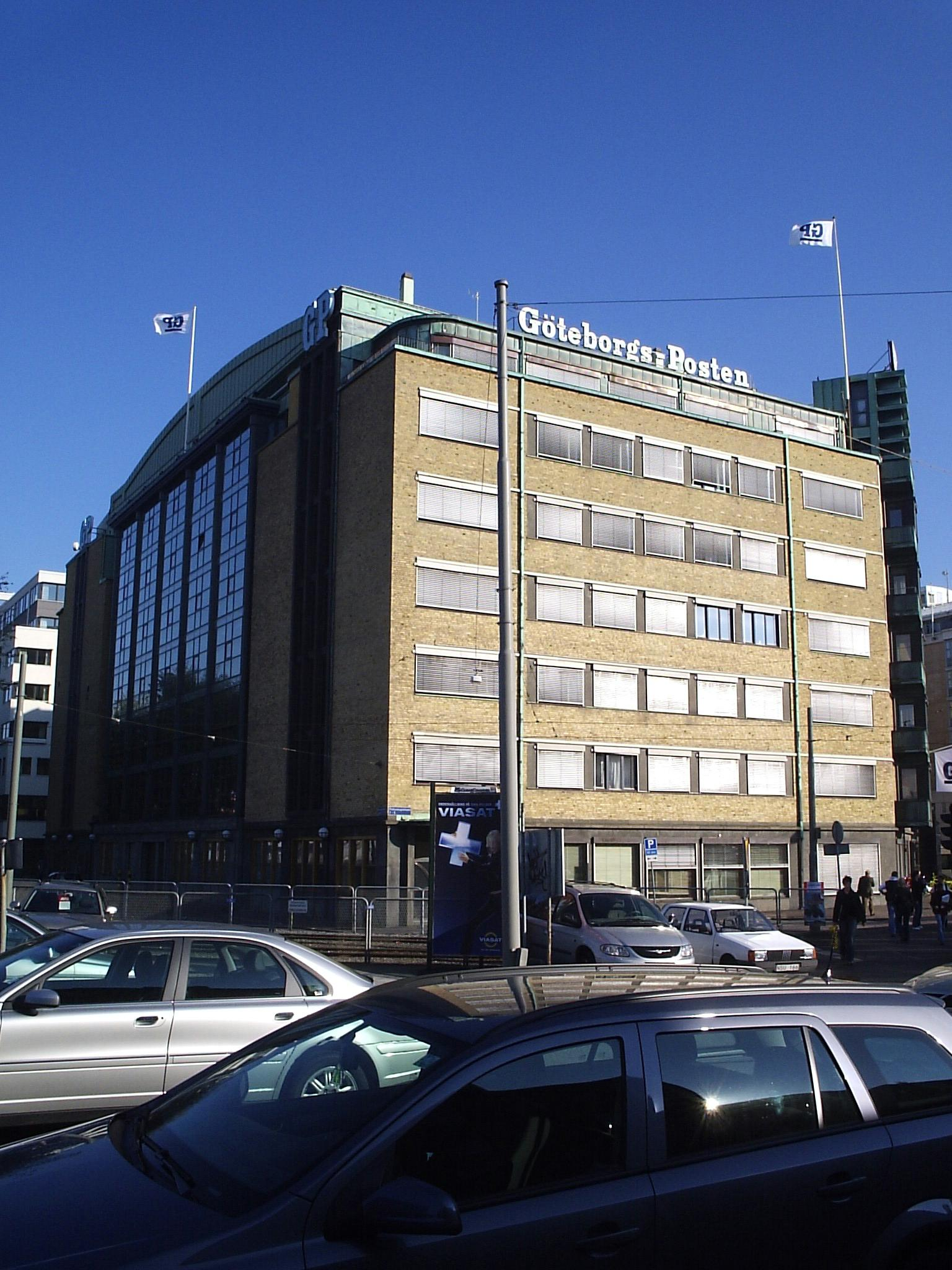
Hoofdkantoor

Göteborgs-Posten is een groot dagblad in Zweden. Het wordt uitgegeven in Göteborg en biedt goede informatie over lokale, regionale, nationale en internationale onderwerpen. De krant wordt vooral verspreid in westelijk Götaland. Het is met een goede oplage van 600.000 exemplaren per dag de tweede krant in Zweden, na Dagens Nyheter. Göteborgs-Posten is een krant met een liberale inslag. De eerste uitgave was in 1813.